# Portniwka
Portniwka (ukr. Портнівка) – wieś na Ukrainie, w obwodzie połtawskim, w rejonie połtawskim, w hromadzie Tereszky. W 2001 liczyła 83 mieszkańców.